# В бідності і в багатстві
В бідності і в багатстві — комедійний фільм 1997 року.

## Сюжет
Бред і Керолін — подружня пара, яка живе в престижному районі Нью — Йорку. Одного разу махінації бухгалтера сім'ї призводять до того, що подружжя виявляється винним податковим органам більше трьох мільйонів доларів.